# 無障礙計程車
無障礙多功能通用型計程車，簡稱無障礙計程車。計程車的車體比一般的大，後方空間附設輪椅昇降設備，身心障礙者不需離開輪椅，直上直下，非常方便。同時提供自由行觀光客行李件數多、購買紀念禮品件數多的大容量置放空間。一般民眾採買購物時的大空間載物需求也能獲得滿足。
收費則是依各縣(市)規定，服務內容和收費標準有所不同，提供路邊招車及預約點對點服務，無障礙使用者多半需事先電話預約及確認。

## 無障礙計程車與復康巴士差異
1. 身心障礙證明：
身障且經醫師審驗合於領有身心障礙證明者才可搭乘復康巴士；無障礙計程車則不需任何證明，無論是身障、老人、行動不便者、一般民眾，不限身份都可以搭乘。 
2. 搭乘時點限制：
用車前數日即需登錄預約復康巴士，有地理位置範圍、時間限制；無障礙計程車除可接受預約外也接受路旁招車或臨時任務，其服務範圍、時間〈24小時營運〉亦較無限制。
3. 公私經營模式：
政府委外經營復康巴士並給予費用補助，乘客搭乘以自付車資為計程車費率1/3為限，餘額由政府補助；無障礙計程車則由政府補助升降機部分款項，其餘車款司機自備購買，並依計程車費率及市場機制自行營運。
4. 司機收入支出：
復康巴士司機為聘雇人員，由營運公司給付薪資，為社會福利機構勞工，享有勞健保。計程車司機無薪資，購車費用自付，約一般計程車兩倍的購車及維護成本，需自行營運，自負盈虧，由車隊管理調度派遣，並未享有勞健保。
5. 司機資格審驗：
無障礙計程車司機除須具備職業駕照及須參加公路主管機關或其委託機構辦理之訓練，領得結訓證書外，須參加計程車駕駛人考試取得執業登記證，始得提供服務。

## 目前現況
由於無障礙計程車司機相較於一般計程車的營運購車成本、折舊攤提及保養維護二倍以上，原計程車公定費率未能使司機營運獲利生存，加入後，只能靠觀光旅遊包車的收入來貼補搭載一般及身障乘客的虧損，泰半司機基於服務社會及作功德的心態勉強苦撐，因此無障礙計程車推廣不易，數量遠遠不足，達不到市場需要。
老齡化社會來臨，身障行動不便人口逐年增加，經濟不景氣，政府財政收入不佳，終不能以少量補助購車金額企圖將社會福利負擔責任轉價到弱勢族群司機身上。
政府推展觀光產業，自由行漸成主流，亟需大量機動靈活營運計程車，填補大型遊覽車機能不足之處，積極推動觀光旅遊計程車隊。
日前改以多元化計程車不同服務不同收費方式推動，以一般計程車費率1.2倍以上依自由市場機制收費，針對不同客層服務，希望能同時滿足三大市場需求：
1. 一般計程車市場
2. 觀光旅遊計程車市場
3. 無障礙計程車市場
高雄市已允許無障礙計程車以多元化方式營運，台北市雖開放多元化計程車營運，但並未開放無障礙計程車以多元化方式經營，仍舊以一般計程車方式營運，南北地方政府各異，自行其事。